# イーラde

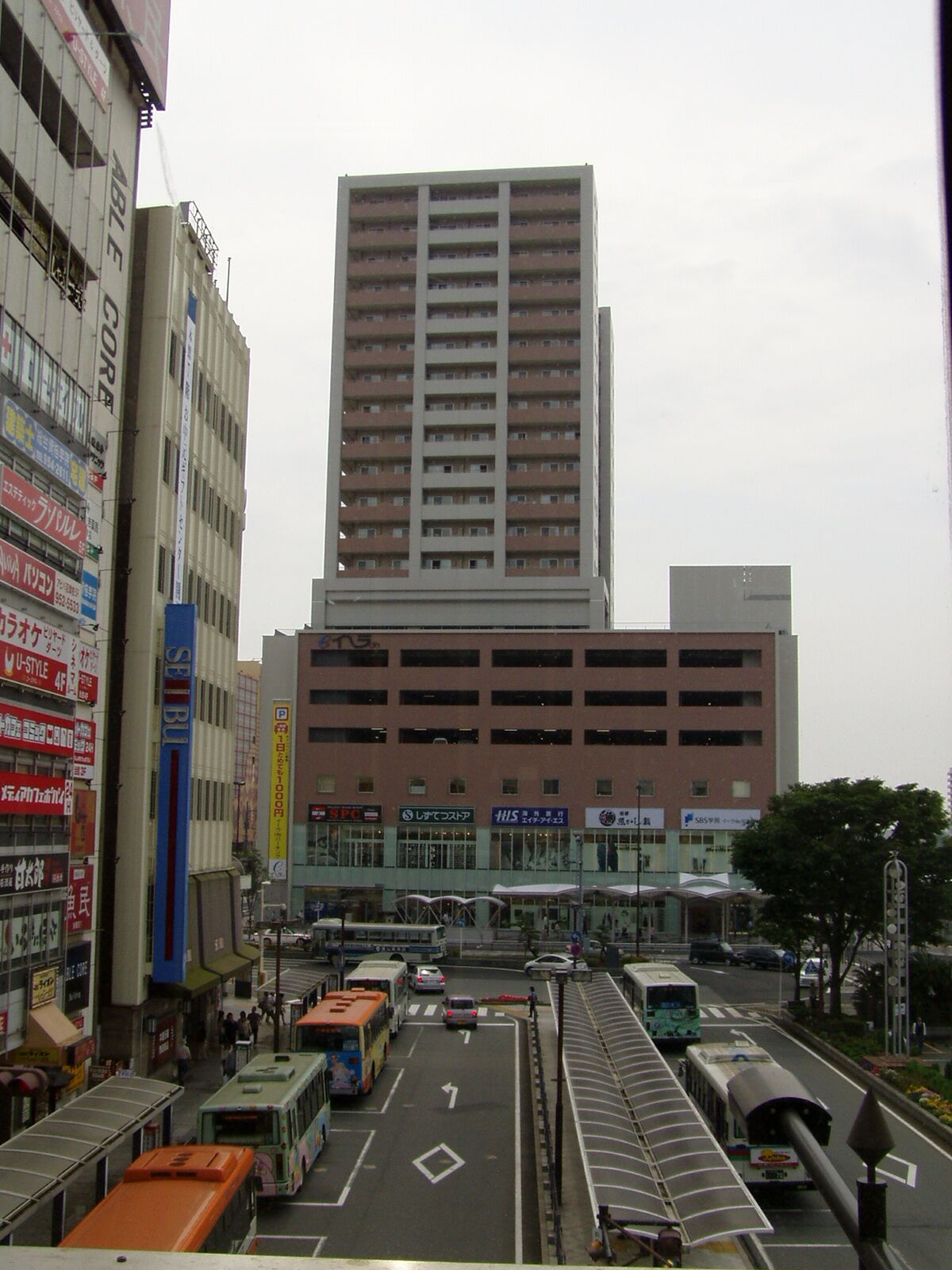
沼津駅南口のバスターミナル反対側からみたイーラde（2008年6月8日撮影）

イーラde（いーらで）は静岡県沼津市大手町に所在する再開発ビルである。

## 概要
建物は地上20階地下1階建て、高さ82m（軒高78m）であり、沼津市内では最も高く、静岡県東部でも三島市にある高層マンションに次いで2番目（熱海市に建設中の高層マンションが竣工すると3番目）の高さである。
なお名称は時代を意味する英語の「era」、そして方言で「いいでしょ」を意味する「いいら」から一旦「イーラ」に決定したが、のちに駿東郡長泉町の静岡県立静岡がんセンターに同名の彫刻があることが判明し、後ろに「de」（で）をつけることで解決した。

## 歴史
元々は国鉄用地や映画館「沼津東映シネマ」などがあった場所だった。
1989年（平成元年）9月に都市計画が決定されたことにより同地を買収し事業着手。当初は百貨店を核とする複合ビルとして計画され、沼津市内に店舗がある丸井と、地元伊豆箱根鉄道（西武グループ）の建物で沼津店を出店している西武百貨店（旧セゾン系）とで争われたが、市は最終的に後者を核とすることに決定した。
しかし間もなくバブル崩壊が起きたことで西武百貨店の経営が悪化。2002年から2003年にかけて同社は経営の再建が急務となり、2003年1月31日に撤回を表明。設計を見直すことになった。その後、下層に独自の商業施設（テナント）、中層に立体駐車場、上層にマンションを配置する案に決まり着工。2008年（平成20年）3月20日に開業した。

## 主な入居店舗　（43店舗）
- 3階 TBC沼津店（エステティックサロン）
- 3階 リフレッシュスペース沼津店（リラクゼーションサロン）
- 3階 H.I.Sイーラde沼津駅前営業所（旅行代理店）
- 3階 アフラック（保険代理店）
- 3階 沼津魚がし鮨流れ鮨沼津店（鮨屋）
- 3階 SBS学苑イーラde沼津校（カルチャーセンター）
- 2階 ABCクッキングスタジオ（料理教室）[3]
- 2階 トラベルラウンジ沼津（旅行代理店）
- 2階京都もなみスタジオもなみ(和装販売レンタル・フォトスタジオ）
- 2階 無印良品（衣服 雑貨・生活雑貨・食品）
- 1階 タリーズコーヒー（コーヒーショップ）
- 1階 スルガ銀行沼津駅支店
- 1階 スルガ銀行・静岡銀行・沼津信用金庫・セゾンカードATM
- 1階 マクドナルド沼津駅南口店（ファストフード）
- B1階 しずてつストア沼津駅前店（スーパーマーケット）[4]

その他3階は美容室やホール、2階は雑貨店や服飾販売、飲食店、1階はレディースファッションや服飾販売、B1階にはベーカリーやワインショップがある。